# Complesso monumentale di Sant'Agata
Il complesso monumentale di Sant'Agata è situato all'interno della zona archeologica di Spoleto nell'area compresa fra via di Sant'Agata e via delle Terme; è composto dall'ex monastero di Sant'Agata, dall'omonima ex chiesa adiacente e dal Teatro romano. Apparteneva alla vaita San Benedetto. Sono luoghi espositivi, sedi di mostre temporanee, di manifestazioni e spettacoli.
Nei locali dell'ex monastero si trova il Museo archeologico nazionale di Spoleto, aperto nel 1985; in un'esposizione unitaria sono concentrate varie raccolte di reperti archeologici provenienti sia da proprietà privata, sia comunale. 

## Il monastero di Sant'Agata

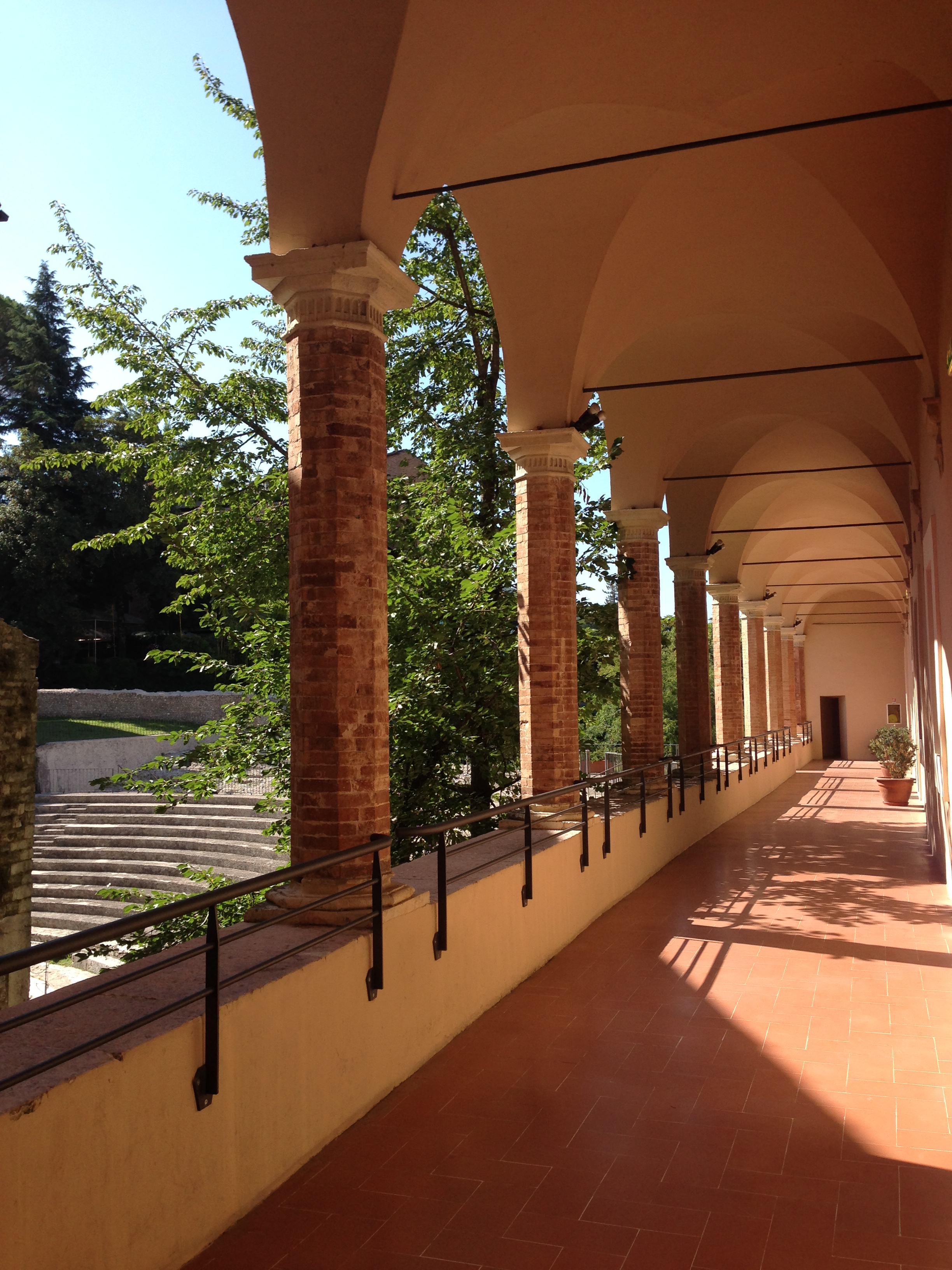
Chiostro a nove arcate, primo ordine

Il monastero fu istituito nel 1396 dalle monache benedettine già residenti nell'abbazia di San Paolo "inter vineas"; diventato un luogo troppo isolato e poco sicuro a causa di lotte fra fazioni cittadine, furono costrette a trasferirsi all'interno delle mura di Spoleto, negli edifici di proprietà della famiglia Corvi avuti in eredità da una delle consorelle. Il palazzo Corvi, adiacente alla chiesa di Sant'Agata, era il più antico palazzo nobiliare di Spoleto, eretto nell'XI secolo su parte della scena del Teatro romano, come la stessa chiesa; era un edificio fortificato, dotato di una grande torre che favoriva un buon controllo delle vie di accesso in città. Sono ancora visibili sui muri quattro bassorilievi, scolpiti agli angoli e uniti tra loro, rappresentanti figure di corvo, emblema della famiglia.
Le benedettine adibirono a monastero l'antica torre dotata di tre grandi ambienti con alta volta, sorretti da pilastri di spoglio; vi restarono dal 1396 fino al 1800 quando si trasferirono nella chiesa di Sant'Ansano.
Nel 1500 ampliarono il monastero abbattendo parte delle antiche strutture e costruendo un monumentale chiostro a due ordini composto da nove arcate su pilastri ottagonali di cotto, con basi e capitelli in pietra intagliata. Il chiostro occupò parte dell'area del teatro ormai interrato e successivamente si estese anche verso l'ambulacro.
Il vasto refettorio è ornato sul muro di fondo da una sinopia rappresentante l'Ultima cena, Orazione di Cristo nell'orto di Gethsemani di anonimo spoletino datato 1558.
Con Le soppressioni napoleoniche e i regii decreti che seguirono l'Unità d'Italia, l'intero complesso subì le sorti di molteplici altri edifici cittadini: ottusa brutalità, vandalismo e una miope amministrazione locale, produssero gravi danni e perdite del migliore patrimonio architettonico e edilizio di Spoleto, nonostante le accorate voci di protesta di Achille Sansi e Paolo Campello. Le chiese e i monasteri coinvolti in entrambi i periodi furono: San Simone, San Giuliano, Santa Maria della Concezione, il Monastero della Stella, San Luca, la chiesa della Trinità, San Gregorio Minore, San Nicolò, San Giovanni Battista, San Domenico.
Chiesa e monastero divennero di proprietà demaniale; dal 1870 al 1954 gli edifici furono adattati a carcere giudiziario. Gli scavi per il recupero del Teatro romano, già individuato da Giuseppe Sordini nel 1891, iniziarono nel 1938 ma furono interrotti a causa della guerra; il restauro sistematico riprese nel 1954. 

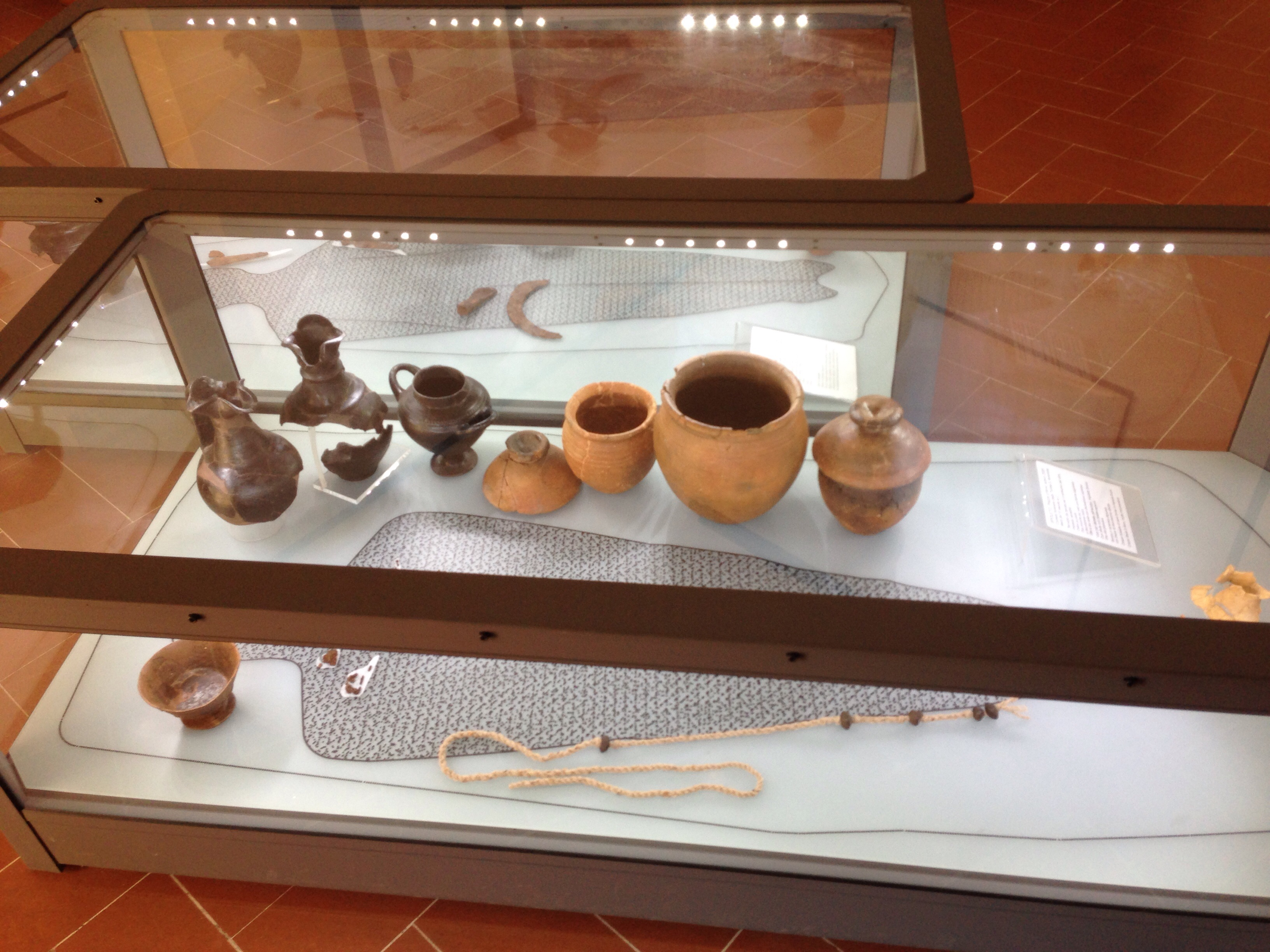
Corredi funerari di tombe risalenti alla prima metà del VI secolo a. C., scoperte nel 2004 a Piazza d'Armi

## La chiesa di Sant'Agata
Anche la chiesa di Sant'Agata, di origine romanica, venne edificata su una parte della scena del Teatro romano. Di essa è rimasto visibile solo il portico che precedeva la facciata; è a tre fornici divisi da colonne in pietra ornate da capitelli, che sono stati riferiti all'XI secolo. Forse la chiesa è precedente, come sembrerebbero documentare altri capitelli altomedievali rinvenuti in zona.
Della decorazione pittorica interna, dopo l'uso profano della chiesa, nulla è rimasto, nemmeno il lavoro di un pittore come Luca Signorelli che nel 1485 venne chiamato a prestare la sua opera.
Fino ai primi anni ottanta la chiesa ha ospitato frammenti di un importante ciclo di affreschi e di disegni preparatori duecenteschi, distaccati nel 1964 dalla chiesa dell'ex monastero di Santa Maria inter Angelos, in località Le Palazze, presso il Giro dei condotti. Si trattava di Derisione di Cristo e di cinque sinopie: Annunciazione, Natività, Ultima Cena, Crocifissione, Giudizio finale. L'autore, interessante artista umbro influenzato dall'arte di Cimabue in Assisi, viene convenzionalmente chiamato Maestro delle Palazze, in virtù del luogo di provenienza. Attualmente son conservati al Museo Nazionale del Ducato di Spoleto.
La chiesa sconsacrata, a navata unica, termina con un'abside tuttora integra, nonostante le molteplici trasformazioni subite nel corso degli anni. Svolse funzioni parrocchiali per la città, prima di divenire sede della comunità benedettina.
Attualmente è utilizzata come spazio espositivo e sede di spettacoli e concerti.
Accanto alla chiesa è stata ritrovata una fistula aquaria plumbea, probabilmente di servizio al teatro, sulla conduttura l'iscrizione "Pop.Spol Potitus ser.fecit" (CIL XI, 4844).

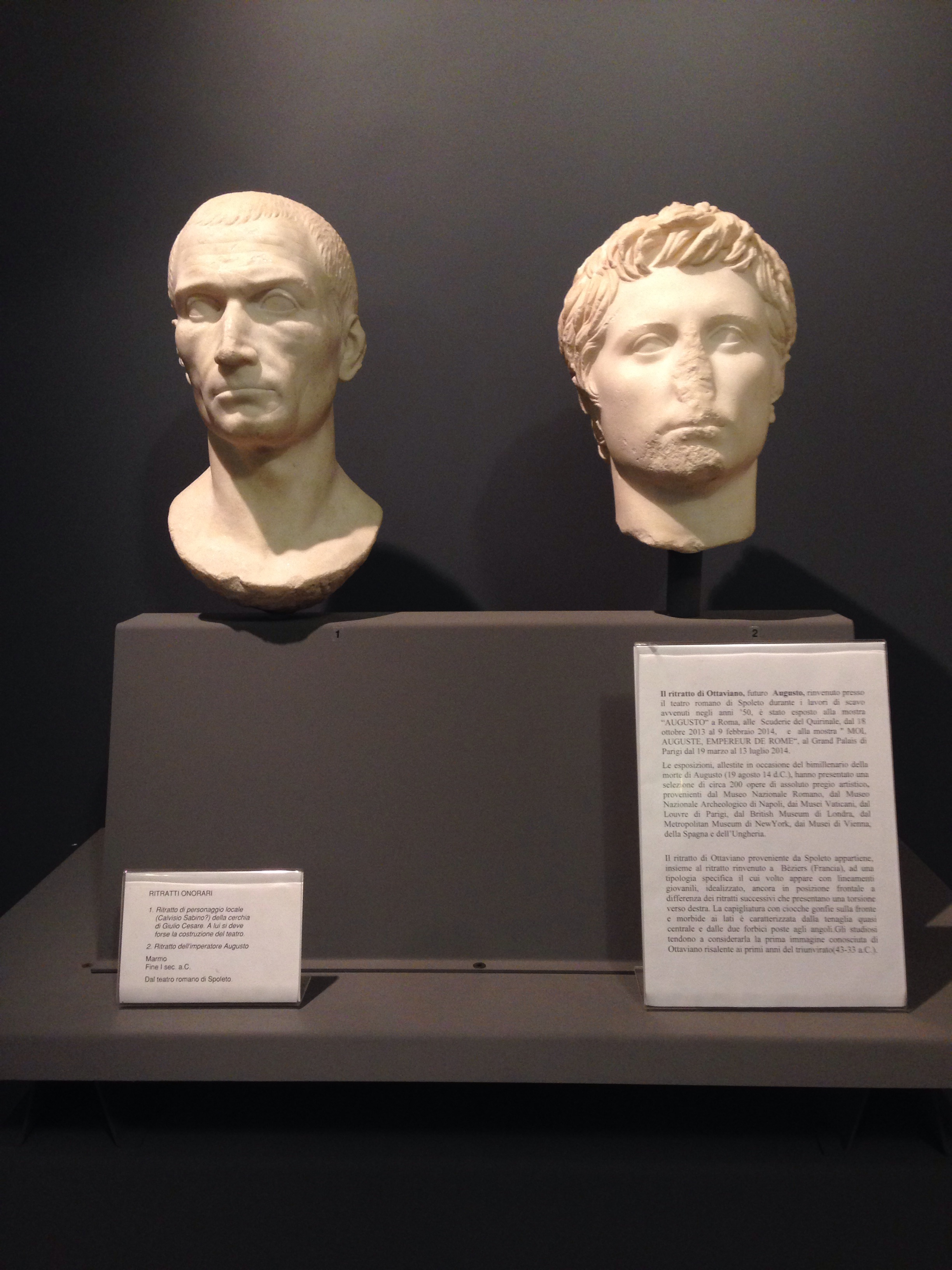
Ritratti di Augusto e di un personaggio locale

## IlMuseo archeologico nazionale di Spoleto
È una sede distaccata della Soprintendenza per i Beni Archeologici dell'Umbria. Si compone di 4 livelli: piano terra, piano primo, piano secondo, piano terzo. Il percorso espositivo si sviluppa su due piani (primo e terzo) e termina con la visita al Teatro romano. 
La collezione comprende elementi che abbracciano il periodo dal IV millennio a.C. al IV secolo d.C.

## Teatro romano

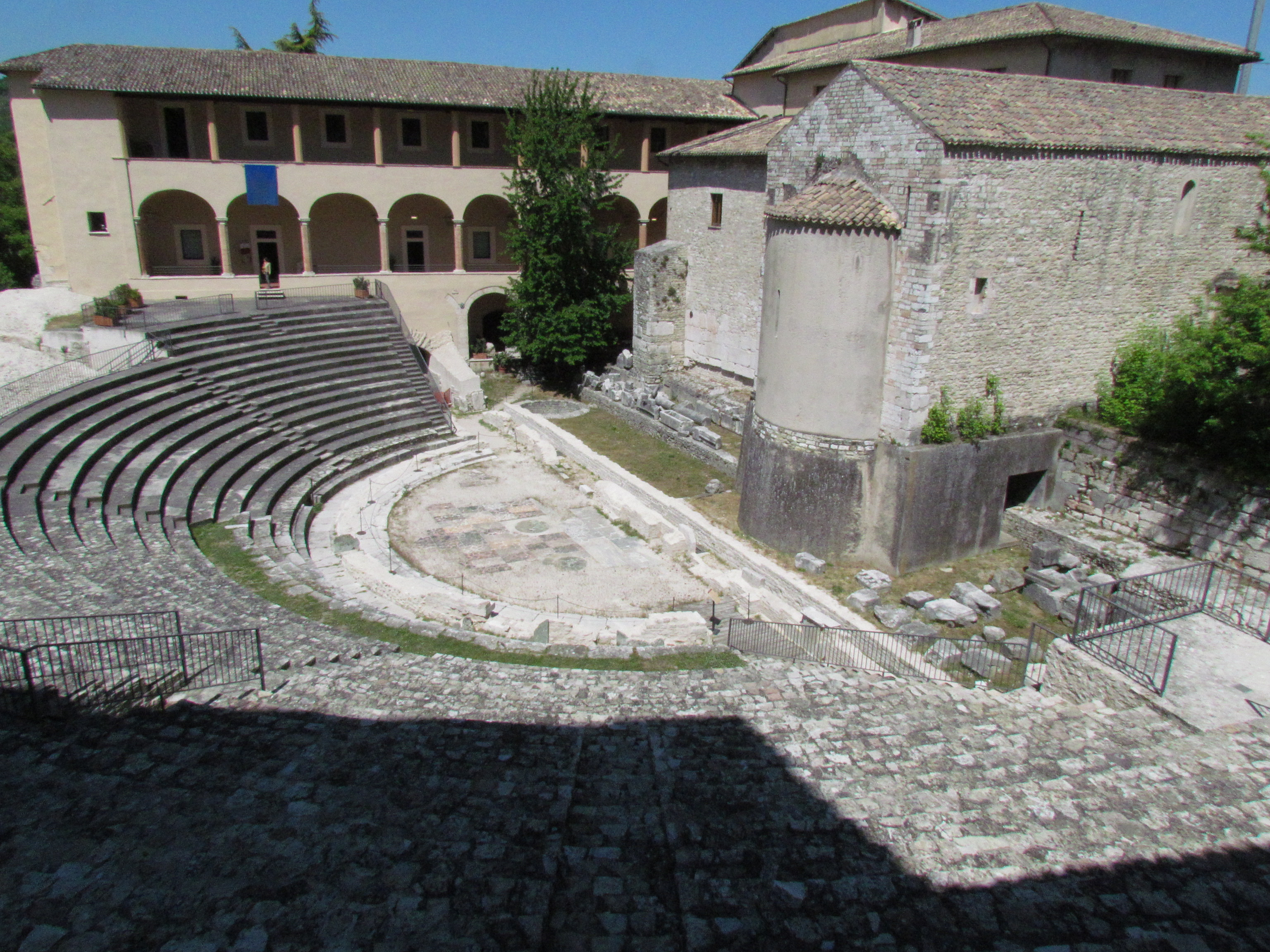
Teatro romano. Sulla destra abside della chiesa di Sant'Agata. In fondo il chiostro a nove arcate.

Il teatro è parte integrante della visita del museo. In epoca medievale subì un parziale smantellamento: la scena venne sacrificata per la costruzione del palazzo Corvi e poi della chiesa di Sant'Agata.
Gli scavi iniziati nel 1933, proseguiti nel 1938, e ancora i più importanti nel 1954, hanno permesso il recupero dell'intero complesso, ripristinato le gradinate e reso accessibile l'ambulacro ben conservato, così come l'orchestra e il pulpito, arricchiti da motivi di marmo variopinto. Ogni anno, durante il Festival dei Due Mondi, è utilizzato per manifestazioni e spettacoli, soprattutto di danza.